# Eremochares
Eremochares is een geslacht van vliesvleugelige insecten van de familie Langsteelgraafwespen (Sphecidae).

## Soorten
- E. dives (Brullé, 1833)